# Dzorigtyn Bolortungalag
Dzorigtyn Bolortungalag (mong. Зоригтын Болортунгалаг ;ur. 6 maja 1992)) – mongolska zapaśniczka walcząca w stylu wolnym. Piąta na mistrzostwach świata w 2024 roku.
Złota medalistka mistrzostw Azji w 2021; brązowa w 2016, 2019, 2020, 2024, 2025 i akademickich mistrzostw świata w 2016 roku.